# Paul Hutchinson
Paul Hutchinson (sinh ngày 20 tháng 2 năm 1953) là một cựu cầu thủ bóng đá người Anh thi đấu ở vị trí hậu vệ biên ở Football League cho Darlington.
Hutchinson sinh ra ở Eaglescliffe, County Durham. Ông bắt đầu sự nghiệp bóng đá khi còn là cầu thủ trẻ cho Darlington, và ra mắt chuyên nghiệp vào ngày 23 tháng 10 năm 1971, ghi vào sân thay cho Colin Sinclair trong thất bại 3-0 trên sân khách trước Aldershot ở Fourth Division. Ông có thêm 9 trận đấu nữa, đều ở mùa giải 1972-73, trước khi sang bóng đá non-league cùng với Billingham Town.